# Universidade de Belize
Universidade de Belize (UB) é uma universidade nacional de Belize, fundada em 1 de agosto de 2000 com sede na capital do país, Belmopan. A instituição oferece certificados, diplomas, cursos de bacharelado e licenciatura.
Presidida atualmente por Alan D. Slusher desde novembro de 2014, é a universidade mais renomada do país centro-americano. Além disso, tem campus em Cayo, Punta Gorda e outros bairros de Belmopan.